# Сетевое планирование
Сетевое планирование (сетевой анализ) — класс прикладных методов управления проектами, обеспечивающий планирование, анализ сроков выполнения (ранних и поздних) нереализованных частей проектов; позволяет увязать выполнение различных работ и процессов во времени, составить сетевой график, получив прогноз общей продолжительности реализации всего проекта.
Методы сетевого планирования условно подразделяются на детерминированные (диаграмма Гантта с дополнительным временным люфтом 10—20 %, метод критического пути) и вероятностные, которые, в свою очередь, делятся на неальтернативные (метод статистических испытаний — метод Монте-Карло, метод оценки и пересмотра планов — PERT) и альтернативные (метод графической оценки и анализа — GERT).